# جایزه بزرگ آفریقای جنوبی ۱۹۸۴
جایزه بزرگ آفریقای جنوبی ۱۹۸۴ یک مسابقه موتوری فرمول یک بود که در ۷ آوریل ۱۹۸۴ در پیست کیالامی برگزار شد. این مسابقه دوم از 16 مسابقه مسابقات فرمول یک فصل ۱۹۸۴ بود. مسابقه در طول ۷۵ دور به طول انجامید که نیکی لائودا با مک‌لارن ام‌پی۴/۲ در آن به پیروزی رسید، هم تیمی اش آلن پروست دوم و درک وارویک در جایگاه سومی قرار گرفت.